# Kamyaní Potoky
Kamyaní Potoky (ucraniano: Кам'яні́ Пото́ки) es un municipio rural y pueblo de Ucrania perteneciente al raión de Kremenchuk de la óblast de Poltava.
En 2020, el municipio tenía una población de unos once mil habitantes, de los que unos tres mil seiscientos vivían en el propio pueblo de Kamyaní Potoky y el resto repartidos en diez pedanías. El municipio se fundó en 2019 al fusionarse los consejos rurales de Kamyaní Potoky (con las pedanías Roiové, Sadký y Chykálivka) y Bilétskivka (con las pedanías Burtý, Malámivka, Novosélivka, Pidhirne, Stará Bilétskivka y Chécheleve).
Se ubica unos 10 km al sureste de la capital distrital Kremenchuk, sobre la carretera N08 que lleva a Kamyanské. El casco urbano de Kamyaní Potoky se ubica junto a una llanura de inundación en la margen derecha del río Dniéper.

## Historia
Se conoce la existencia del pueblo en documentos desde 1646, cuando era un pueblo llamado "Kamyanka" (Кам'янка), dependiente de Kremenchuk. Adoptó su actual topónimo en el siglo XVIII, en referencia a que en aquella época pertenecía a la sotnia de Potoky del regimiento cosaco de Mýrhorod. Entre 1752 y 1764 se integró en Nueva Serbia, y en aquella época fue sede de una compañía del regimiento de panduros. En el Imperio ruso formó parte de la vólost de Pavlysh, en el uyezd de Oleksandriya de la gobernación de Jersón.